# Zorro (serial cinematografico)
Zorro (Zorro's Fighting Legion) è un serial cinematografico del 1939, prodotto dalla Republic Pictures, in 12 episodi, diretto dai registi John English e William Witney. In Italia il serial è uscito in una versione condensata di 98 minuti.

## Trama
Don Diego Vega, con la maschera, il mantello nero e il suo inseparabile cavallo è alle prese con gli oppressori messicani.

## Capitoli
1. The Golden God (27 min 38s)
2. The Flaming "Z" (16 min 41s)
3. Descending Doom (16 min 41s)
4. The Bridge of Peril (16 min 40s)
5. The Decoy (16 min 39s)
6. Zorro to the Rescue (16 min 40s)
7. The Fugitive (16 min 41s)
8. Flowing Death (16 min 41s)
9. The Golden Arrow (16 min 39s)
10. Mystery Wagon (16 min 40s)
11. Face to Face (16 min 40s)
12. Unmasked (16 min 41s)